# エドワード・デヴァルー (第12代ヘレフォード子爵)
第12代ヘレフォード子爵エドワード・デヴァルー（英語: Edward Devereux, 12th Viscount Hereford、1741年2月19日 – 1783年8月1日）は、イギリスの貴族。

## 生涯
第11代ヘレフォード子爵エドワード・デヴァルーとキャサリン・ミットン（Catherine Mytton、1749年2月22日没、リチャード・ミットンの娘）の息子として、1741年2月19日に生まれた。
1759年、エンサインとして近衛歩兵第1連隊に入隊した。
1760年8月22日に父が死去すると、ヘレフォード子爵の爵位を継承した。
1774年6月2日、ヘンリエッタ・シャーロット・ケック（Henrietta Charlotte Keck、1817年6月23日没、アンソニー・ケックの娘）と結婚した。同年、ヘンリエッタ・シャーロットは議会の議決を受けて「トレイシー」（Tracy）の姓を名乗った。
1783年8月1日に死去、フォーデンで埋葬された。弟ジョージが爵位を継承した。